# Universitatea Catolică Fu Jen
Universitatea Catolică Fu Jen (în chineză: 輔仁大學) este o universitate catolică privată situată în districtul Xinzhuang⁠(d), orașul New Taipei⁠(d), Taiwan. Universitatea a fost fondată în anul 1925 la Beijing la cererea papei Pius al XI-lea și a fost reînființată în Taiwan în anul 1961 la cererea papei Ioan al XXIII-lea.
Fu Jen include douăsprezece colegii și școli, printre care se numără mai multe unități academice care sunt primele sau unicele din Taiwan în domenii precum limba italiană, managementul informației, muzeologia, studiile religioase și filosofia.. Campusul este deservit de Stația Universității Fu Jen, prima stație de metrou din Taiwan care poartă numele unei universități.
Fu Jen este cea mai veche instituție de învățământ superior afiliată catolicismului și ordinului iezuit din lumea sinofonă, aflată sub autoritatea directă a Congregației pentru Educația Catolică a Sfântul Scaun. De asemenea, este un actor non-statal în diplomația de tip Track II în relațiile dintre Sfântul Scaun și Taiwan. Prin urmare, Fu Jen are o importanță specială pe plan internațional și este cunoscută pentru legăturile sale strânse cu Curia Romană.  În aproape o sută de ani de istorie, benedictinii, verbitiștii și iezuiții din întreaga lume au participat la administrarea universității.